# Missões diplomáticas da Austrália

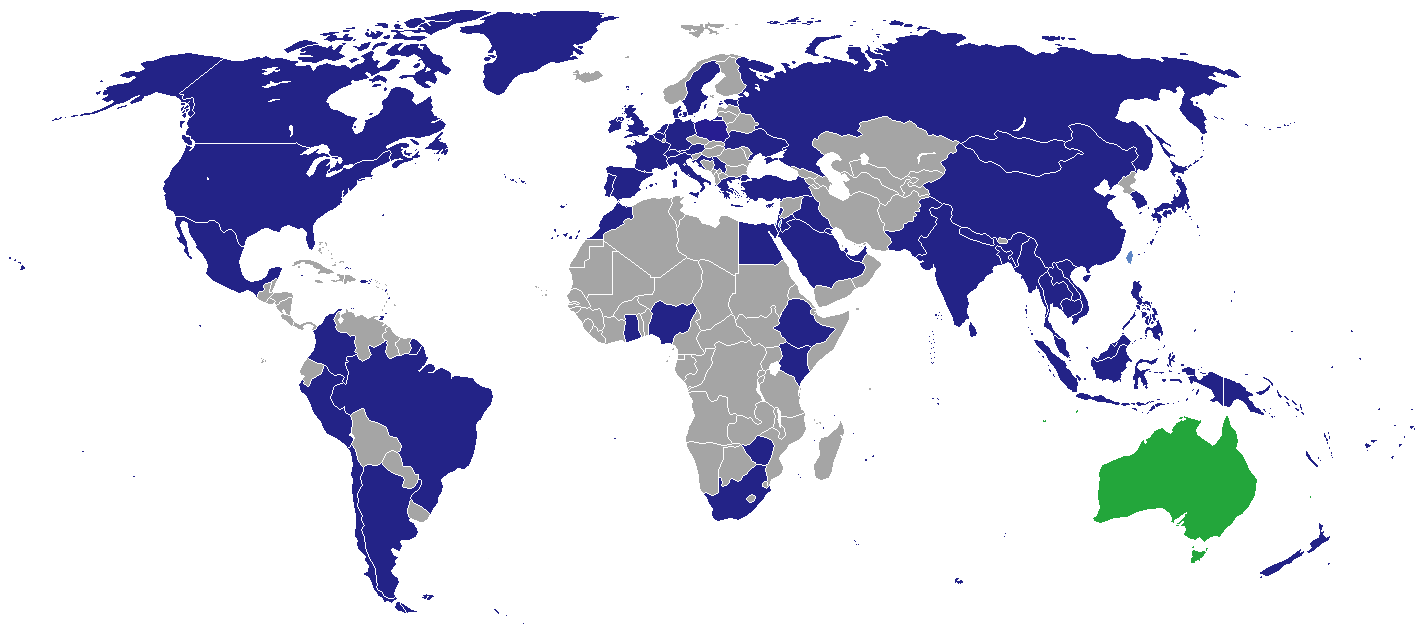
Missões diplomáticas da Austrália.

Abaixo estão listadas as embaixadas e consulados da Austrália:

## África

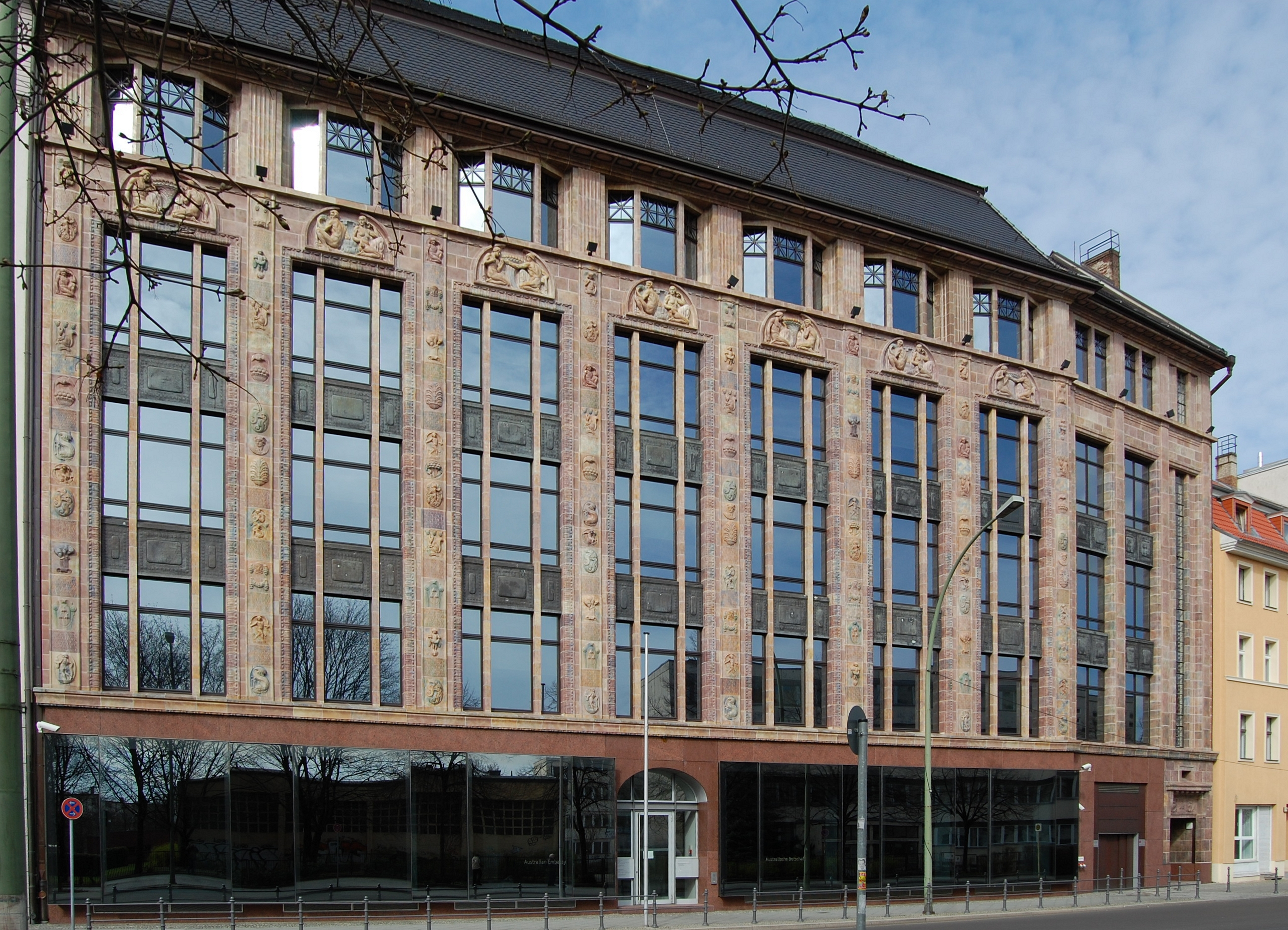
Embaixada da Austrália em Berlim

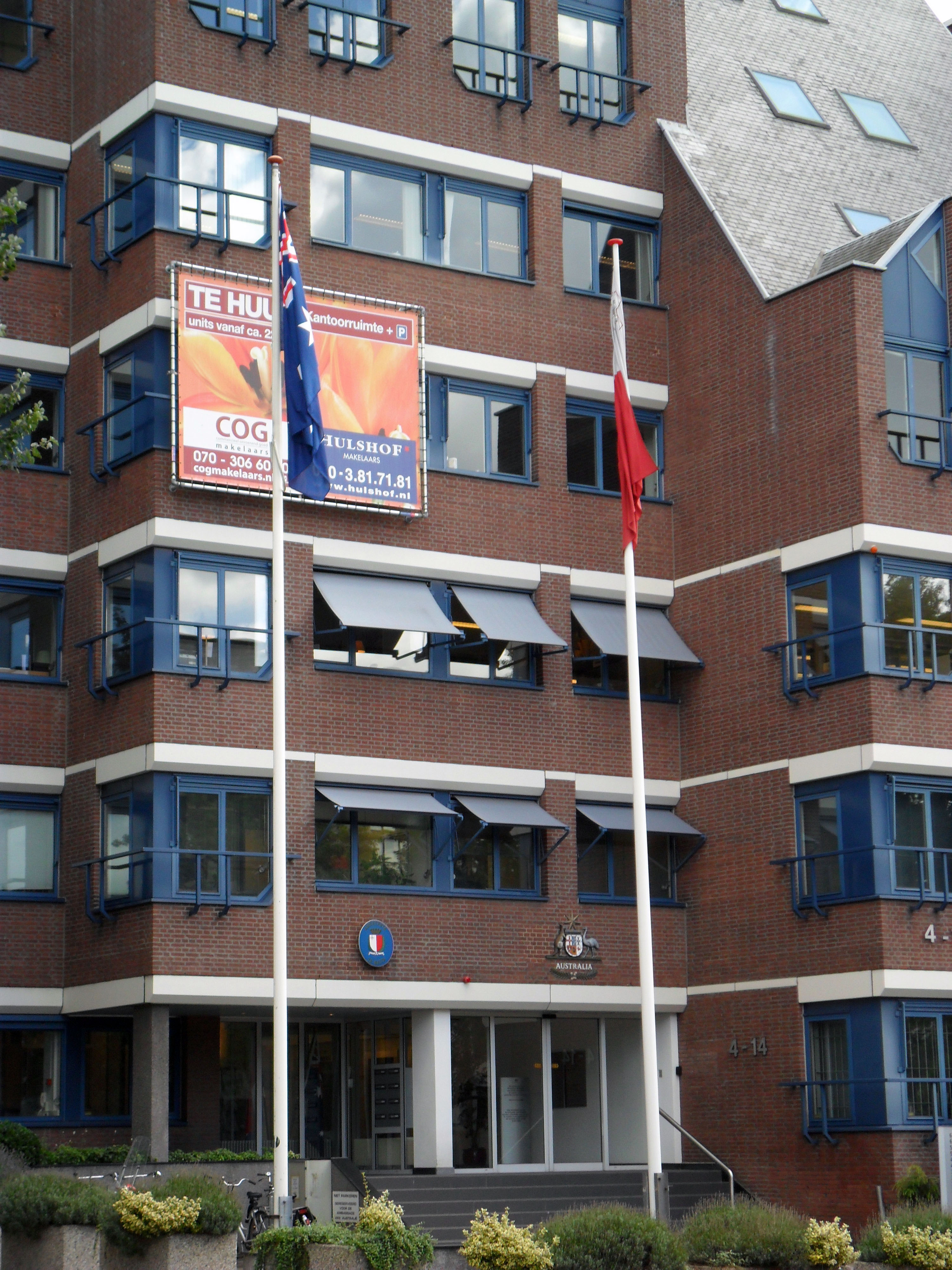
Embaixada da Austrália em a Haia

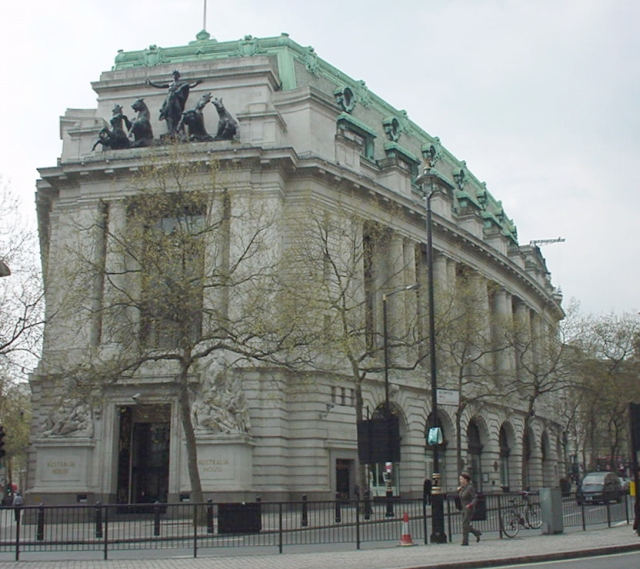
Alta comissão da Austrália em Londres

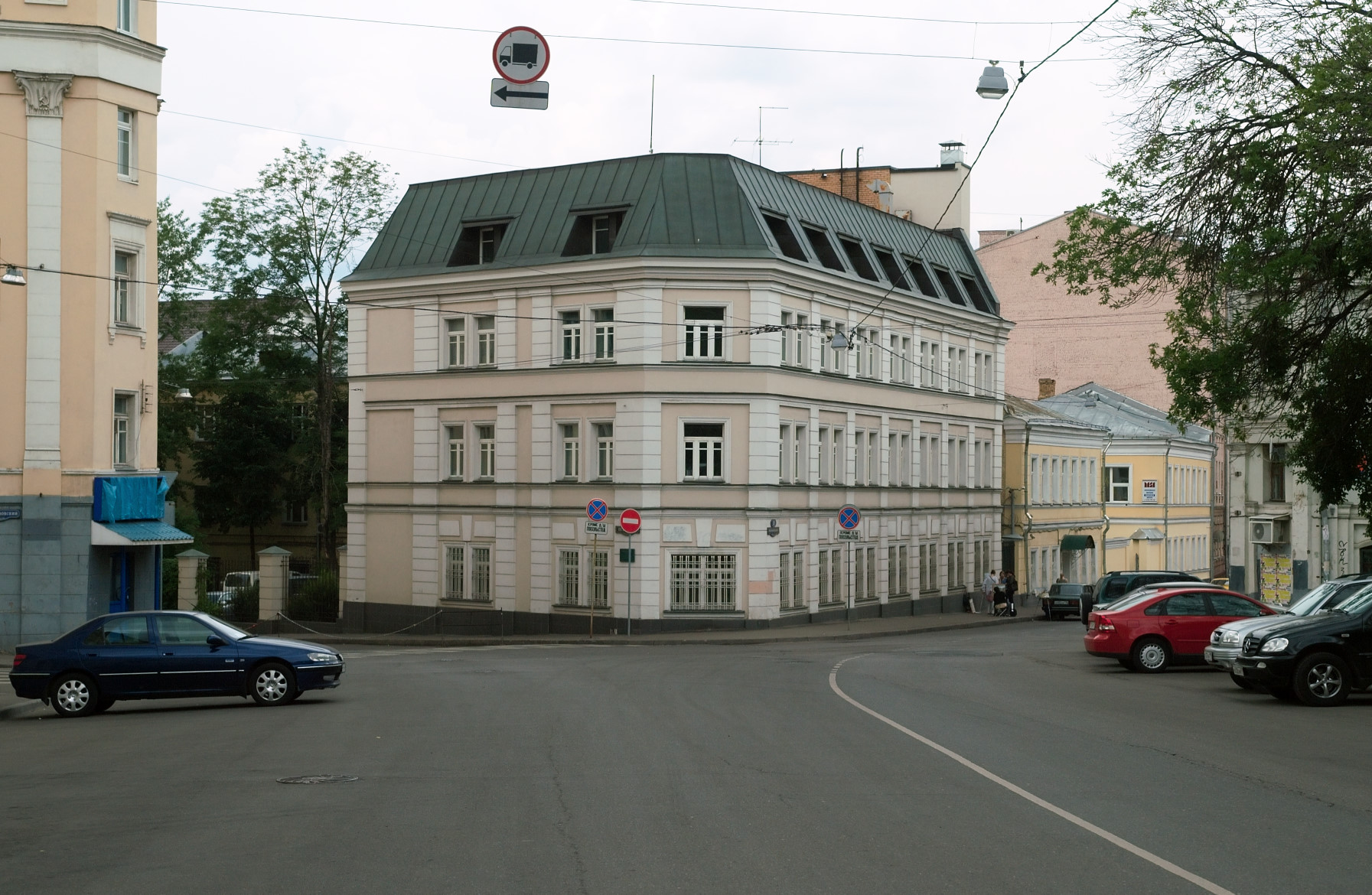
Embaixada da Austrália em Moscou

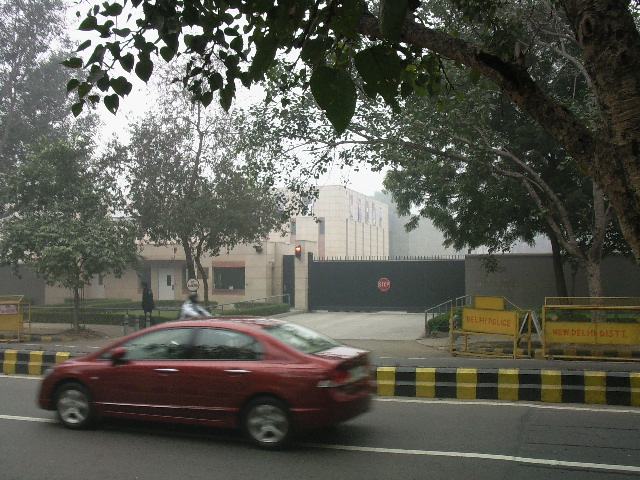
Alta comissão da Austrália em Nova Délhi

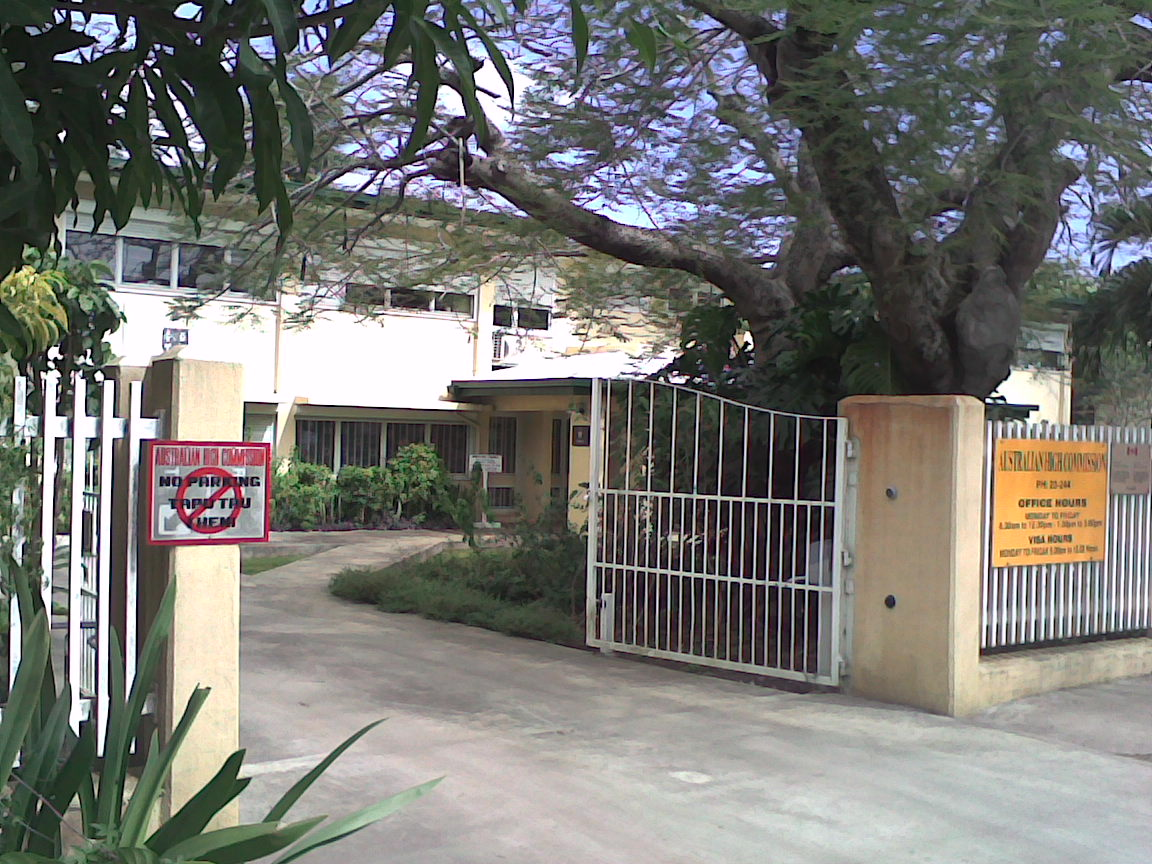
Alta comissão da Austrália em Nuku'alofa

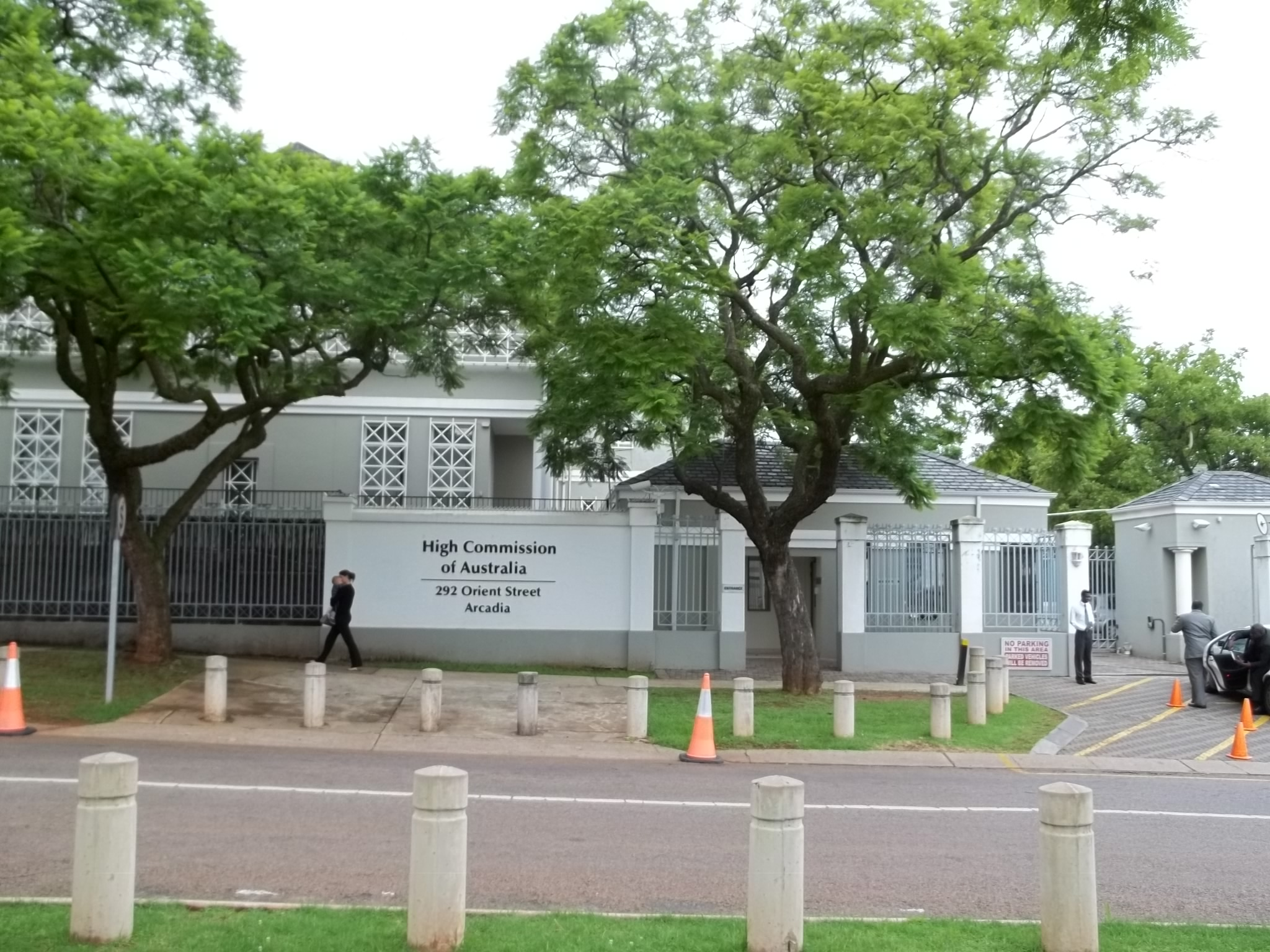
Alta comissão da Austrália em Pretória

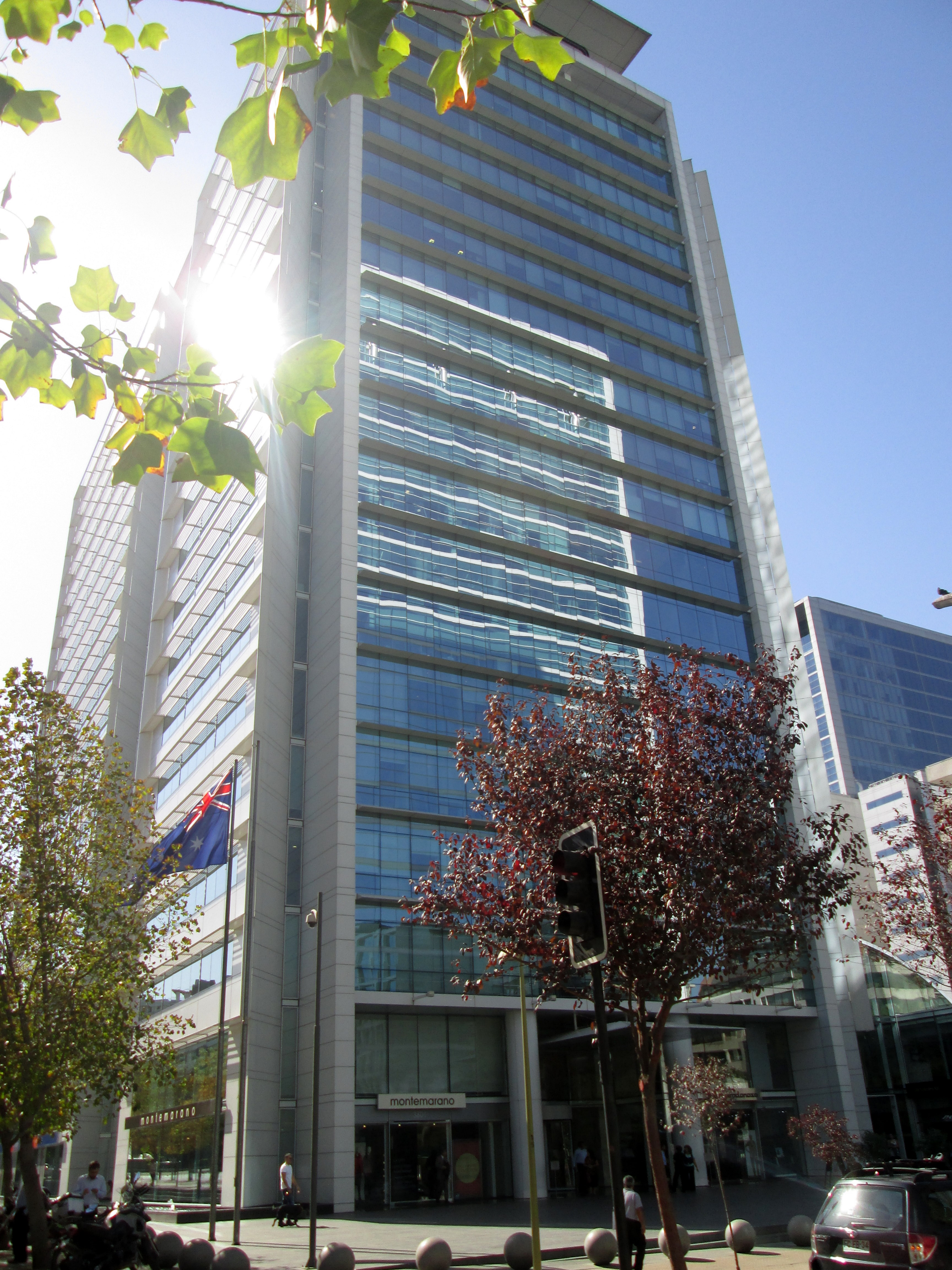
Embaixada da Austrália em Santiago

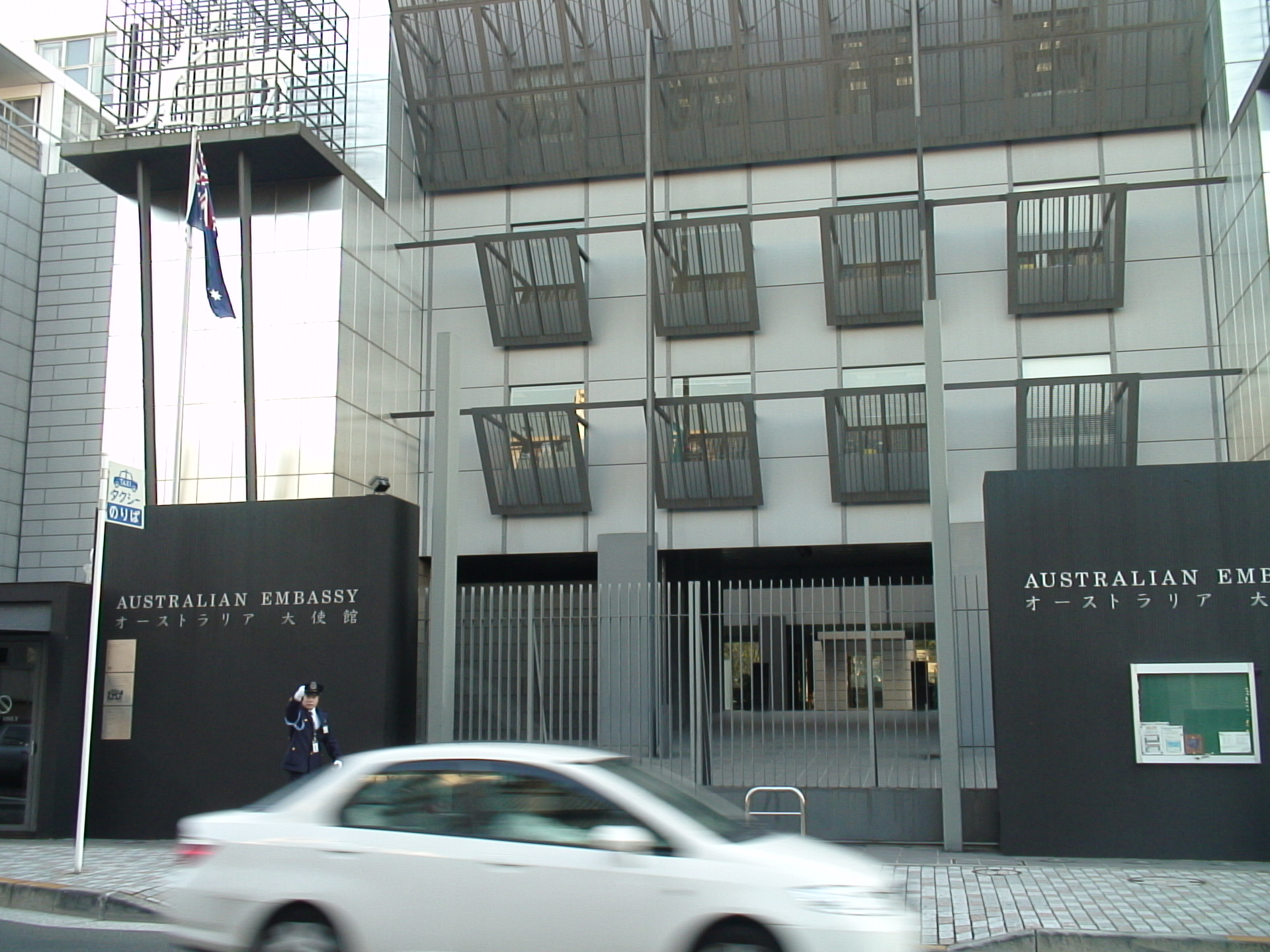
Embaixada da Austrália em Tóquio

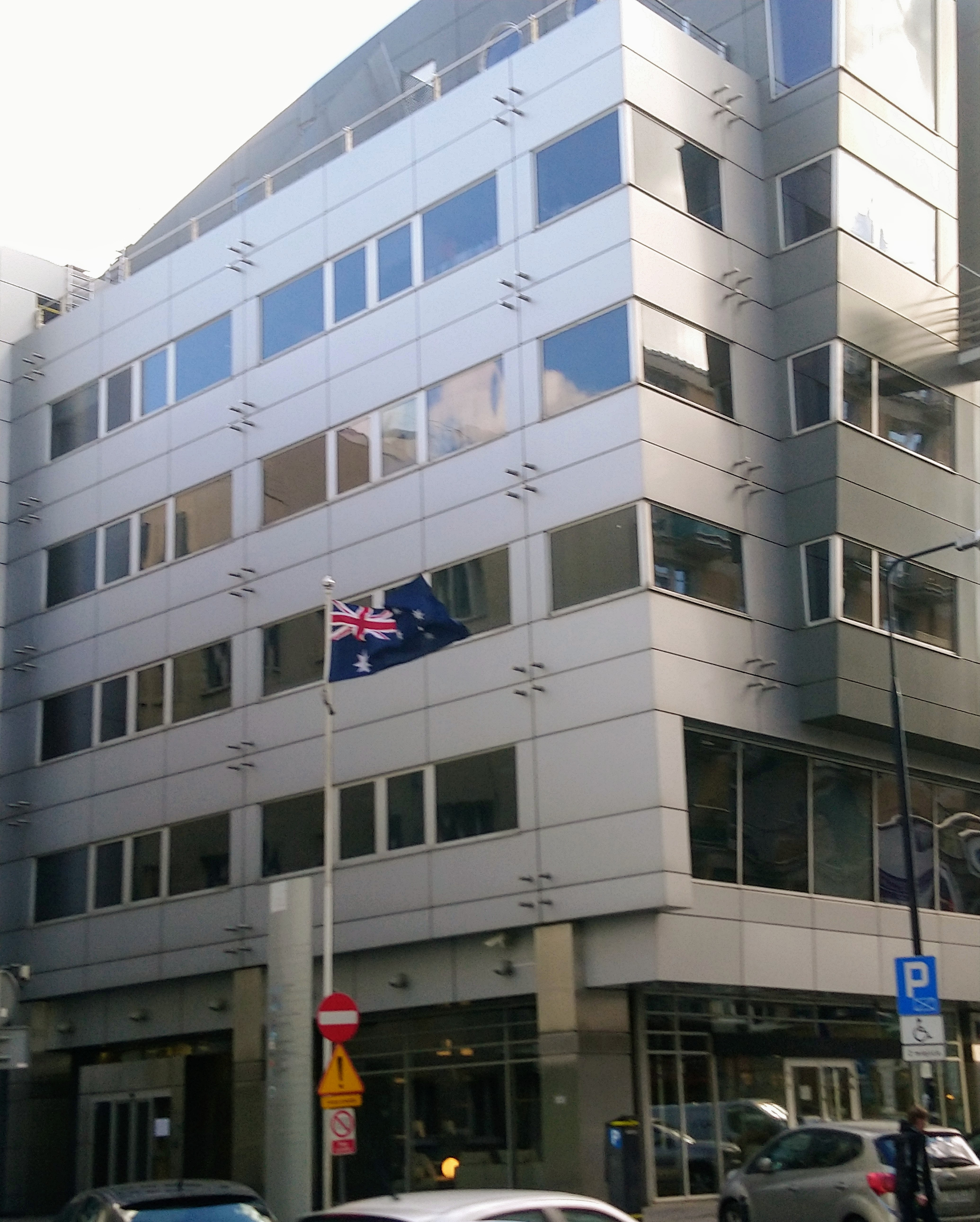
Embaixada da Austrália em Varsóvia

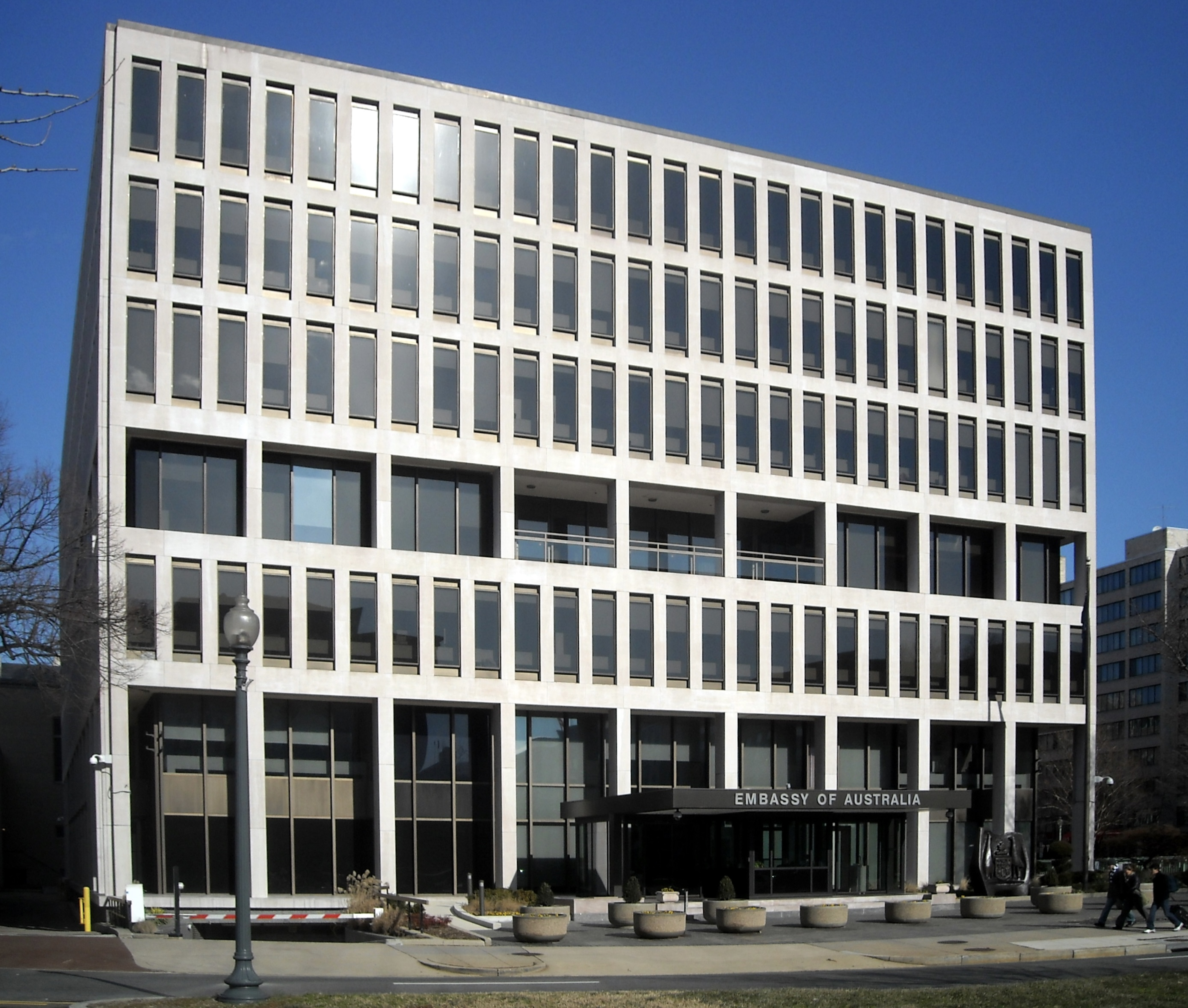
Embaixada da Austrália em Washington, DC

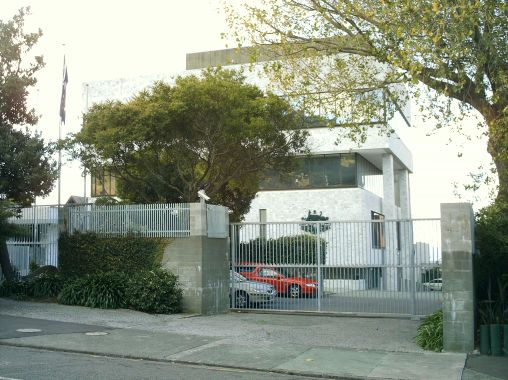
Alta comissão da Austrália em Wellington

- África do Sul
  - Pretória (Alta commissão)
  - Joanesburgo (Consulado-geral)
- Egito
  - Cairo (Embaixada)
- Etiópia
  - Adis-Abeba (Embaixada)
- Gana
  - Acra (Alta comissão)
- Ilhas Maurícias
  - Port Louis (Alta comissão)
- Nigéria
  - Abuja (Alta comissão)
- Quênia
  - Nairóbi (Alta comissão)
- Zimbabwe
  - Harare (Embaixada)

## América
- Argentina
  - Buenos Aires (Embaixada)
- Brasil
  - Brasília (Embaixada)
  - São Paulo (Consulado-geral)
- Canadá
  - Ottawa (Alta comissão)
  - Toronto (Consulado-geral)
  - Vancouver (Consulado)
- Chile
  - Santiago (Embaixada)
- Colômbia
  - Bogotá (Consulado-geral)
- Estados Unidos
  - Washington D.C. (Embaixada)
  - Chicago (Consulado-geral)
  - Honolulu (Consulado-geral)
  - Los Angeles (Consulado-geral)
  - Nova Iorque (Consulado-geral)
  - San Francisco (Consulado-geral)
- México
  - Cidade do México (Embaixada)
- Peru
  - Lima (Embaixada)
- Trinidad e Tobago
  - Port of Spain (Alta comissão)

## Ásia
- Afeganistão
  - Cabul (Embaixada)
- Arábia Saudita
  - Riad (Embaixada)
- Bangladesh
  - Daca (Alta comissão)
- Brunei
  - Bandar Seri Begawan (Alta comissão)
- Camboja
  - Phnom Penh (Embaixada)
- China
  - Pequim (Embaixada)
  - Cantão (Consulado-geral)
  - Chengdu (Consulado-geral)
  - Hong Kong (Consulado-geral)
  - Xangai (Consulado-geral)
- Coreia do Sul
  - Seul (Embaixada)
- Emirados Árabes Unidos
  - Abu Dhabi (Embaixada)
  - Dubai (Consulado-geral)
- Filipinas
  - Manila (Embaixada)
- Índia
  - Nova Délhi (Alta comissão)
  - Bombaim (Consulado-geral)
  - Chennai (Consulado-geral)
- Índia
  - Jacarta (Embaixada)
  - Bali (Consulado-geral)
  - Medan (Consulado)
- Irão
  - Teerã (Embaixada)
- Iraque
  - Bagdá (Embaixada)
- Israel
  - Tel Aviv (Embaixada)
- Japão
  - Tóquio (Embaixada)
  - Fukuoka (Consulado-geral)
  - Osaka (Consulado-geral)
  - Nagoya (Consulado)
  - Sapporo (Consulado)
  - Sendai (Consulado)
- Jordânia
  - Amã (Embaixada)
- Kuwait
  - Cidade do Kuwait (Embaixada)
- Laos
  - Vientiane (Embaixada)
- Líbano
  - Amã (Embaixada)
- Malásia
  - Kuala Lumpur (Alta comissão)
- Maldivas
  - Malé (Alta comissão)
- Mongólia
  - Ulan Bator (Embaixada)
- Myanmar
  - Rangum (Embaixada)
- Nepal
  - Katmandu (Embaixada)
- Palestine
  - Ramallah (Escritório de representação)
- Paquistão
  - Islamabad (Alta comissão)
- Singapura
  - Singapura (Alta comissão)
- Sri Lanka
  - Colombo (Alta comissão)
- Tailândia
  - Bangkok (Embaixada)
- Taiwan
  - Taipei (Escritório de representação)
- Timor-Leste
  - Díli (Embaixada)
- Turquia
  - Ancara (Embaixada)
  - Istambul (Consulado-geral)
  - Çanakkale (Consulado)
- Vietname
  - Hanói (Embaixada)
  - Ho Chi Minh (Consulado-geral)

## Europa
- Alemanha
  - Berlim (Embaixada)
  - Frankfurt (Consulado-geral)
- Áustria
  - Viena (Embaixada)
- Bélgica
  - Bruxelas (Embaixada)
- Chipre
  - Nicósia (Alta comissão)
- Croácia
  - Zagreb (Embaixada)
- Dinamarca
  - Copenhague (Embaixada)
- Espanha
  - Madri (Embaixada)
- França
  - Paris (Embaixada)
  - Nouméa, Nova Caledônia (Consulado-geral)
- Grécia
  - Atenas (Embaixada)
- Irlanda
  - Dublin (Embaixada)
- Itália
  - Roma (Embaixada)
  - Milão (Consulado-geral)
- Malta
  - Valeta (Alta comissão)
- Países Baixos
  - Haia (Embaixada)
- Polónia
  - Varsóvia (Embaixada)
- Portugal
  - Lisboa (Embaixada)
- Reino Unido
  - Londres (Alta comissão)
- Chéquia
  - Praga (Consulado)
- Rússia
  - Moscou (Embaixada)
- Santa Sé
  - Cidade do Vaticano (Embaixada)
- Sérvia
  - Belgrado (Embaixada)
- Suécia
  - Estocolmo (Embaixada)
- Suíça 
  - Genebra (Consulado-geral)
- Ucrânia
  - Kiev (Embaixada)

## Oceania
- Estados Federados da Micronésia
  - Pohnpei (Embaixada)
- Fiji
  - Suva (Alta comissão)
- Ilhas Salomão
  - Honiara (Alta comissão)
- Kiribati
  - Tarawa do Sul (Alta comissão)
- Nauru
  - Yaren (Alta comissão)
- Nova Zelândia
  - Wellington (Alta comissão)
  - Auckland (Consulado-geral)
- Papua-Nova Guiné
  - Port Moresby (Alta comissão)
- Samoa
  - Apia (Alta comissão)
- Tonga
  - Nuku'alofa (Alta comissão)
- Vanuatu
  - Port Vila (Alta comissão)

## Organizações multilaterais
- Bruxelas (Missão permanente da Austrália ante a União Europeia)
- Genebra (Missão permanente da Austrália ante as Nações Unidas e organizações internacionais)
- Nova Iorque (Missão permanente da Austrália ante as Nações Unidas)
- Paris (Missão permanente da Austrália ante a OCDE e a UNESCO)
- Viena (Missão permanente da Austrália ante as Nações Unidas e organizações internacionais)